# Étang du Boulard
Pour les articles homonymes, voir Boulard.
L’Étang du Boulard est un plan d’eau situé à Chaponost, dans le département du Rhône. 

## Description
C’est une destination prisée pour la promenade et la détente, offrant un cadre paisible avec des espèces d’arbres centenaires et des aires de pique-nique. Ancienne propriété du peintre lyonnais Anthelme Bergeron, l’étang fait maintenant partie d’un parc municipal. Il est également un point de départ pour des sentiers de randonnée, y compris ceux qui mènent à l’Aqueduc romain du Gier.
En 2024, la municipalité initie un projet de transformation du parc en espace naturel et paysager, confiant la maîtrise d’ouvrage au syndicat intercommunal.